# Batavia (Ohio)
Batavia es una villa ubicada en el condado de Clermont en el estado estadounidense de Ohio. En el Censo de 2010 tenía una población de 1509 habitantes y una densidad poblacional de 359,65 personas por km².

## Geografía
Batavia se encuentra ubicada en las coordenadas 39°4′42″N 84°10′53″O / 39.07833, -84.18139. Según la Oficina del Censo de los Estados Unidos, Batavia tiene una superficie total de 4.2 km², de la cual 4.12 km² corresponden a tierra firme y (1.85%) 0.08 km² es agua.

## Demografía
Según el censo de 2010, había 1509 personas residiendo en Batavia. La densidad de población era de 359,65 hab./km². De los 1509 habitantes, Batavia estaba compuesto por el 93.64% blancos, el 3.45% eran afroamericanos, el 0.46% eran amerindios, el 0.6% eran asiáticos, el 0% eran isleños del Pacífico, el 0.07% eran de otras razas y el 1.79% pertenecían a dos o más razas. Del total de la población el 0.86% eran hispanos o latinos de cualquier raza.